# Bernard i Doris
Bernard i Doris – amerykańsko-brytyjski film biograficzny z 2006 roku.

## Główne role
- Susan Sarandon – Doris Duke
- Ralph Fiennes – Bernard Lafferty
- Don Harvey – Szef ochrony
- Monique Gabriela Curnen – Paloma
- Marilyn Torres – Nancy
- Nick Rolfe – Ben
- James Rebhorn – Waldo Taft

## Fabuła
Doris jest dziedziczką ogromnej fortuny i potentatką przemysłu tytoniowego, a jej życie opływa w luksusy. Starzejąca się dama z zamiłowaniem do alkoholu traktuje działalność charytatywną jako hobby, a swoje giełdowe inwestycje uzależnia od chwilowego nastroju. Jest chłodna i niedostępna, szorstka i bezwzględna. Bernard z pozoru jest jej absolutnym przeciwieństwem – skromny, nieśmiały, na co dzień jeździ rozklekotanym gruchotem. Gdy ten świeżo wyleczony alkoholik przybędzie do rezydencji Doris, by zatrudnić się na etacie kamerdynera, zderzy się z innym światem. Wkrótce amerykańska bogaczka i jej irlandzki pracownik znajdą wspólny język, a ich relacja z dnia na dzień będzie się zmieniać w głęboką przyjaźń. Będzie ona tak głęboka, że Barnard otrzyma jej majątek w testamencie...

## Nagrody i nominacje
Złote Globy 2008
- Najlepszy miniserial lub film telewizyjny (nominacja)
- Najlepsza aktorka w miniserialu lub filmie telewizyjnym – Susan Sarandon (nominacja)
- Najlepszy aktor w miniserialu lub filmie telewizyjnym – Ralph Fiennes (nominacja)

60. ceremonia wręczenia nagród Emmy
- Najlepszy film telewizyjny – Jonathan Cavendish, Adam Kassen, Mark Kassen, Bob Balaban, Dana Brunetti, Kevin Spacey, Mark Olsen (nominacja)
- Najlepsza reżyseria miniserialu, filmu telewizyjnego lub dramatycznego programu specjalnego – Bob Balaban (nominacja)
- Najlepszy scenariusz miniserialu, filmu telewizyjnego lub dramatycznego programu specjalnego – Hogo Costello (nominacja)
- Najlepsze zdjęcia w miniserialu lub filmie telewizyjnym – Mauricio Rubinstein (nominacja)
- Najlepsze kostiumy w miniserialu lub filmie telewizyjnym – Joseph G. Aulisi, Autumn Saville (nominacja)
- Najlepsza muzyka w miniserialu lub filmie telewizyjnym – Alex Wurman (nominacja)
- Najlepsza aktorka w miniserialu lub filmie telewizyjnym – Susan Sarandon (nominacja)
- Najlepszy aktor w miniserialu lub filmie telewizyjnym – Ralph Fiennes (nominacja)
- Najlepsze fryzury w miniserialu lub filmie telewizyjnym – Robin Day, Milton Buras (nominacja)
- Najlepsza czołówka – Garson Yu, Synderella Peng, Etsuko Uji, Edwin Baker (nominacja)

Nagroda Satelita 2008
- Najlepszy film telewizyjny (nominacja)
- Najlepsza aktorka w miniserialu lub filmie telewizyjnym – Susan Sarandon (nominacja)
- Najlepszy aktor w miniserialu lub filmie telewizyjnym – Ralph Fiennes (nominacja)

Nagroda Gildii Aktorów Filmowych 2008
- Najlepsza aktorka w miniserialu lub filmie telewizyjnym – Susan Sarandon (nominacja)
- Najlepszy aktor w miniserialu lub filmie telewizyjnym – Ralph Fiennes (nominacja)